# Il figlio di Montecristo
Il figlio di Montecristo (The Son of Monte Cristo) è un film del 1940 diretto da Rowland V. Lee. Prodotto dalla Edward Small Productions e distribuito dalla United Artists, prendeva spunto alla lontana dal personaggio di Alexandre Dumas.
Nel 1942, il film fu candidato agli Oscar per la migliore scenografia di un film in bianco e nero.

## Trama
La granduchessa Zona, regnante di Lichtenburg, sta cercando di fuggire in Francia per chiedere aiuto all'imperatore francese contro il generale Gurko Lanen, dispotico capo dell'esercito che ha preso il controllo del paese. Venendo a conoscenza dei piani di Zona, Lanen fa arrestare il primo ministro, barone von Neuhoff, e ordina alle sue truppe di fermare Zona. La granduchessa viene però salvata dal ricco conte di Monte Cristo che la porta in salvo oltre la frontiera. Quella notte, tuttavia, gli uomini di Lanen riescono a rapire Zona e la riportano a Lichtenburg, inseguiti dal conte che si mette a capo  dei cittadini oppressi contro la dittatura di Lanen. Mascherato anche come The Torch (la torcia), Monte Cristo libera von Neuhoff, che era stato condannato a morte. Lanen, che vuole costringere Zona a sposarlo, si accorda con il conte Pavlov e i russi; catturato Monte Cristo, sta per mandarlo al patibolo ma il conte viene salvato da von Neuhoff che, con il suo intervento, sventa i piani del perfido Lanen.

## Produzione
La lavorazione del film, prodotto dalla Edward Small Productions, Inc. (A Rowland V. Lee Production) ebbe inizio nel giugno 1940, anche se Small aveva già pensato nel 1936 al film che avrebbe dovuto avere come protagonista Robert Donat.

## Distribuzione
Il copyright del film, richiesto dalla Edward Small Productions, Inc., fu registrato il 25 ottobre 1940 con il numero LP10039.
Il film fu presentato in prima a New York il 5 dicembre 1940 per essere poi distribuito  nelle sale dalla United Artists il 10 gennaio 1941. Nel 1941, uscì anche in Svezia (14 marzo), Portogallo (20 marzo), Argentina (27 marzo), Messico (16 maggio). In Spagna, venne presentato a Madrid il 25 settembre 1944).
Nel 1948, la Eagle-Lion Films (for Pathe Industries) ne curò una riedizione che uscì il 24 ottobre. In Austria, distribuito dalla Sascha Filmverleih, uscì nell'agosto 1950.
Il primo passaggio televisivo del film, distribuito dalla Peerless Television Productions, si ebbe negli Stati Uniti nel 1951.
La pellicola si trova in commercio sia in VHS che in DVD, in diverse edizioni.